# Hedniskhjärtad
Hedniskhjärtad jest pierwszym albumem szwedzkiej grupy Vintersorg, utrzymanym na pograniczu metalu progresywnego oraz folk metalu. Wydany 6 lipca 1998 roku.

## Lista utworów
1. "Norrland" - 4:21
2. "Stilla" - 4:14
3. "Norrskensdrömmar" - 4:22
4. "Hednaorden" - 3:47
5. "Tussmörkret" - 4:20

## Twórcy
- Andreas "Vintersorg" Hedlund - śpiew, gitara basowa, gitara elektryczna

Gościnnie
- Vargher - instrumenty klawiszowe, programowanie perkusji
- Cia Hedmark - wokal na "Stilla"